# Hemiscorpius novaki
Espèce
Hemiscorpius novaki est une espèce de scorpions de la famille des Hemiscorpiidae.

## Distribution
Cette espèce est endémique du Somaliland en Somalie. Elle se rencontre vers Berbera.

## Description
Le mâle holotype mesure 46 mm et la femelle paratype 40 mm.

## Étymologie
Cette espèce est nommée en l'honneur de Pavel Novák.

## Publication originale
- Kovařík & Mazuch, 2011 : Hemiscorpius novaki sp. n. from Somaliland (Scorpiones: Hemiscorpiidae). Euscorpius, no 126, p. 1-9 (texte intégral).